# دوري السوبر الأوغندي 2014-15
دوري السوبر الأوغندي 2014-15 (بالإنجليزية: 2014–15 Uganda Super League)‏ هو موسم من دوري السوبر الأوغندي. أشرف على تنظيمه اتحاد أوغندا لكرة القدم، وكان عدد الأندية المشاركة فيه 16، وفاز فيه نادي فايبرز.